# Montenay
Montenay is een gemeente in het Franse departement Mayenne (regio Pays de la Loire). De plaats maakt deel uit van het arrondissement Mayenne. Montenay telde op 1 januari 2022 1.307 inwoners.

## Geografie
De oppervlakte van Montenay bedroeg op 1 januari 2022 37,2 vierkante kilometer; de bevolkingsdichtheid was toen 35,1 inwoners per km².

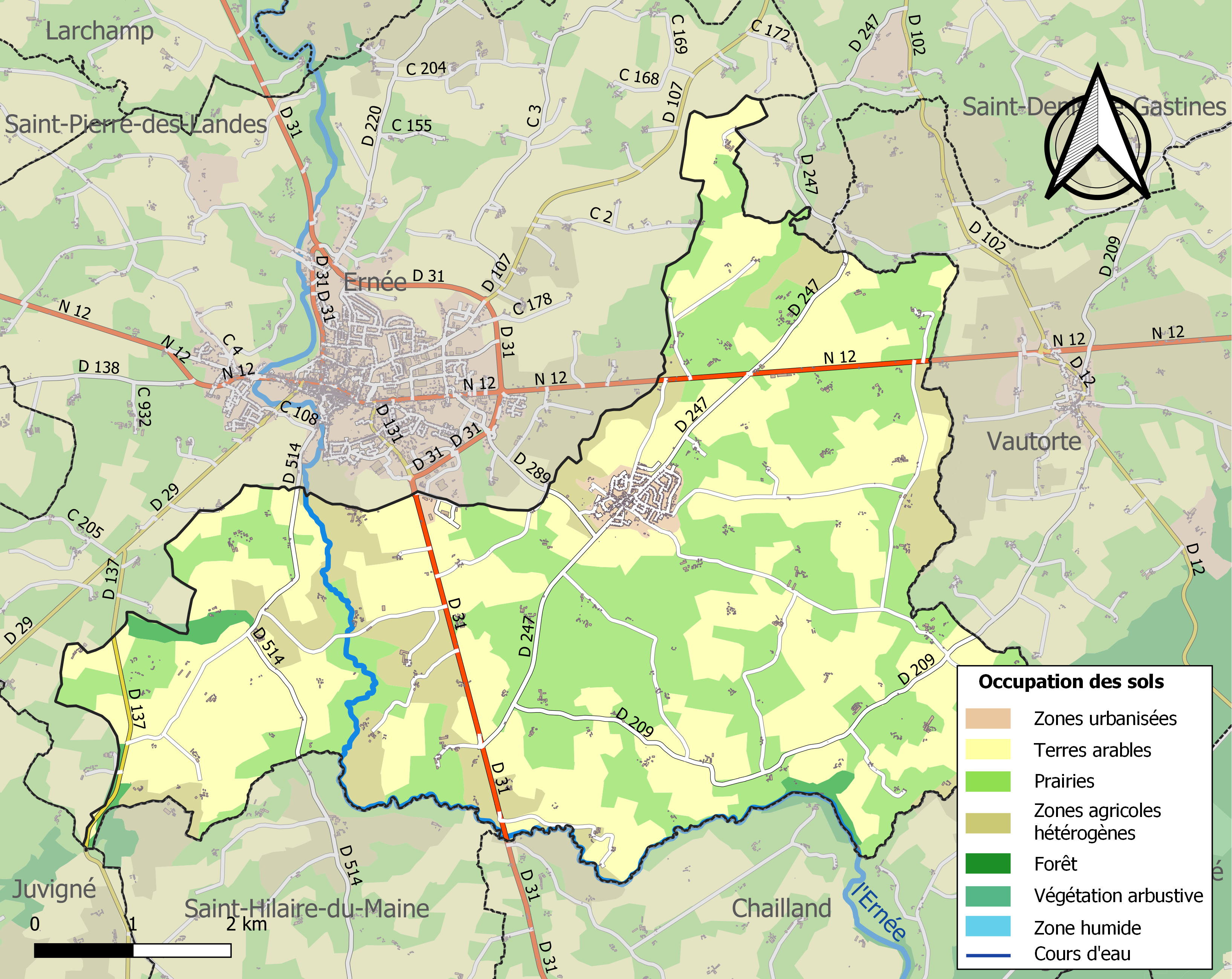
Kaart van de gemeente met de belangrijkste infrastructuur, bodemgebruik en omliggende gemeenten

## Demografie
Onderstaande figuur toont het verloop van het inwonertal (bron: INSEE-tellingen).